# إيفو نيكولاو
إيفو نيكولاو هو لاعب كرة قدم برتغالي في مركز الدفاع، ولد في 21 مارس 1983 في بورتيماو في البرتغال. لعب مع لوليتيانو ونادي بورتيمونينسي.

## وصلات خارجية
- إيفو نيكولاو على موقع قاعدة بيانات كرة القدم.إي يو (الإنجليزية)
- إيفو نيكولاو على موقع Soccerway.com (الإنجليزية)